# إديث بياف
إديث جيوفانا غاسيون (19 ديسمبر 1915 - 10 أكتوبر 1963) كانت مغنية فرنسية اشتهرت بأداء الأغاني في الملاهي والحانات الفرنسية الحديثة. تُعتبر على نطاق واسع أعظم مغنية شعبية في فرنسا وواحدة من أكثر الفنانات شهرة في القرن العشرين.
كانت موسيقى بياف في كثير من الأحيان عبارة عن سيرة ذاتية، وتخصصت في الأغاني الواقعية والأغاني العاطفية التي تتحدث عن الحب والخسارة والحزن. تشمل أغانيها الأكثر شهرة: La Vie en rose" (1946), "Non, je ne regrette rien" (1960), "Hymne à l'amour" (1949), "Milord" (1959), "La Foule" (1957), "L'Accordéoniste" (1940), and "Padam, padam..." (1951).
بدأت بياف مسيرتها الفنية بالجولات مع والدها في سن الرابعة عشرة. زادت شهرتها خلال الاحتلال الألماني لفرنسا. في عام 1945 صدرت أغنيتها الشهيرة La Vie en rose (الحياة باللون الوردي)، وبحلول أواخر الأربعينيات من القرن الماضي أصبحت الفنانة الأكثر شعبية في فرنسا، وقامت أيضًا بجولات في أوروبا والولايات المتحدة وأمريكا الجنوبية. أدت شعبيتها في الولايات المتحدة إلى ظهورها في برنامج إد سوليفان شو ثماني مرات.
واصلت تقديم العروض بما في ذلك سلسلة من الحفلات الموسيقية في قاعة مسرح الأولمبيا في باريس حتى بضعة أشهر قبل وفاتها عام 1963 عن عمر يناهز 47 عامًا. سجلت أغنيتها الأخيرة L'Homme de Berlin مع زوجها في أبريل 1963. ومنذ وفاتها أنتجت العديد من الأفلام الوثائقية والأفلام عن حياتها. قدم سنة 2007 فيلم يروي سيرتها الذاتية بعنوان La Vie en rose (الحياة الوردية) فازت الممثلة المشخصة لها ماريون كوتيار بجائزة أوسكار كأفضل دور لسنة 2008.

## حياتها
على الرغم من السير الذاتية العديدة، فإن الكثير من حياة بياف غير معروف. تشير شهادة ميلادها إلى أنها ولدت في باريس في 19 ديسمبر 1915 في مستشفى تينون.
كان اسم ميلادها إديث جيوفانا جاسيون. اسم "إديث" مستوحى من الممرضة البريطانية إديث كافيل، التي أُعدمت قبل شهرين من ولادة إديث لمساعدتها الجنود الفرنسيين على الهروب من الأسر الألمانية خلال الحرب العالمية الأولى. وبعد عشرين عامًا، اعتمدت إديث لقب المسرح "بياف " وهو مصطلح فرنسي يعني "العصفور".
والد إديث هو لويس ألفونس غاسيون [الإنجليزية] (1881-1944) وكان عازفًا بهلوانًا في الشوارع من نورماندي وله خلفية مسرحية، أما والدتها أنيتا جيوفانا ميلارد (1895–1945) فكانت مغنية وعازفة سيرك ولدت في إيطاليا وقدمت عروضها تحت اسم المسرح لاين مرسى [الإنجليزية]. انفصل والداها في 4 يونيو 1929.
جدها لأمها هو أوغست يوجين ميلارد (1866–1912) وهو من أصل فرنسي وجدتها لأمها إيما (عائشة) سعيد بن محمد (1876–1930)، بهلوانية من أصل جزائري وإيطالي. أما جدها لأبيها هو فيكتور ألفونس غاسيون (1850–1928) وجدتها لأبيها هي ليونتين لويز ديكامبس (1860–1937)، التي كانت تدير بيتًا للدعارة في نورماندي وكانت تُعرف مهنيًا باسم مامان تاين.
تخلت والدة بياف عنها عند ولادتها، فعاشت لفترة قصيرة مع جدتها لأمها إيما (عائشة) في بيثاني نورماندي. وعندما التحق والدها بالجيش الفرنسي عام 1916 للقتال في الحرب العالمية الأولى، أخذها إلى والدته التي كانت تدير بيتًا للدعارة في بيرناي، نورماندي. وهناك ساعدت البغايا في رعاية بياف. كانت بيوت الدعارة مكونة من طابقين وسبع غرف، ولم تكن العاهرات كثيرات العدد (حوالي عشر فتيات فقيرات) كما ذكرت بياف لاحقًا. في الواقع، كانت خمس أو ست من هؤلاء النساء مقيمات دائمات في حين انضمت اثنتي عشرة إضافية إلى بيت الدعارة خلال أيام التسوق وفترات الازدحام الأخرى. كانت مديرة بيت الدعارة تدعى "مدام غابي" واعتبرتها بياف مثل عائلتها تقريباً؛ وفي وقت لاحق، أصبحت عرابة دينيس غاسيون (أخت بياف غير الشقيقة المولودة في عام 1931).
من سن الثالثة إلى السابعة، زُعم أن بياف أصيبت بالعمى نتيجة لالتهاب القرنية. وفقًا لأحد كتاب سيرتها الذاتية، فقد استعادت بصرها بعد أن قامت عاهرات جدتها بجمع الأموال لمرافقتها في رحلة حج لتكريم القديسة تيريز دو ليزيو. ادعت بياف أن هذا أدى إلى شفاءها بمعجزة.

## وفاتها
في أوائل عام 1963، وبعد وقت قصير من تسجيل أغنية "L'Homme de Berlin" مع زوجها ثيو سارابو، دخلت بياف في غيبوبة نتيجة إصابتها بسرطان الكبد. نقلت إلى فيلتها في بلاسكاسير على الريفييرا الفرنسية، حيث قدم لها الرعاية زوجها سارابو وأختها غير الشقيقة سيمون بيرتو . على مدى الأشهر التالية، كانت تصاب بنوبات غيبوبة متكررة، وتوفيت في نهاية المطاف عن عمر يناهز 47 عامًا في 10 أكتوبر 1963.
وكانت كلماتها الأخيرة: "كل شيء لعين تفعله في هذه الحياة، عليك أن تدفع ثمنه". ويقال إن سارابو نقل جسدها سرًا من بلاسكاسير إلى باريس حتى يعتقد المعجبون أنها ماتت في مسقط رأسها.
دفن رفات بياف في مقبرة بير لاشيز في باريس.  قبرها هو من الأكثر زيارة في هذه الجبّانة  . دفن والدها لويس ألفونس غاسيون  في نفس القبر،  وزوجها الثاني ثيو سارابو.

## روابط خارجية
- إديث بياف على موقع IMDb (الإنجليزية)
- إديث بياف على موقع الموسوعة البريطانية (الإنجليزية)
- إديث بياف على موقع مونزينجر (الألمانية)
- إديث بياف على موقع ألو سيني (الفرنسية)
- إديث بياف على موقع ميوزك برينز (الإنجليزية)
- إديث بياف على موقع قاعدة بيانات برودواي على الإنترنت (الإنجليزية)
- إديث بياف على موقع إن إن دي بي (الإنجليزية)
- إديث بياف على موقع أول ميوزيك (الإنجليزية)
- إديث بياف على موقع ديسكوغز (الإنجليزية)
- إديث بياف على موقع قاعدة بيانات الفيلم (الإنجليزية)